# Priscilla Hill

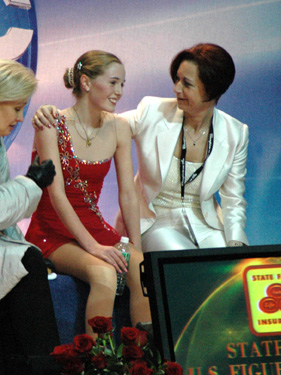
Hill als Trainerin im Jahr 2005

Priscilla Hill (* 4. Oktober 1960) ist eine ehemalige US-amerikanische Eiskunstläuferin, die im Einzellauf startete.
1978 und 1981 erreichte Hill das Podium bei nationalen Meisterschaften und nahm somit an Weltmeisterschaften teil. 1978 wurde sie Neunte und 1981 Siebte. Sie stand als erste US-Amerikanerin einen dreifachen Rittberger im Wettbewerb. Sie wurde zu Beginn ihrer Karriere von Howard Nicholson in Lake Placid trainiert.
Heute arbeitet Hill als Trainerin. Ihr bekanntester Schüler war Johnny Weir.

## Ergebnisse
| Wettbewerb / Jahr                | 1978 | 1979 | 1980 | 1981 |
| -------------------------------- | ---- | ---- | ---- | ---- |
| Weltmeisterschaften              | 9.   |      |      | 7.   |
| US-amerikanische Meisterschaften | 3.   |      |      | 2.   |